# Felipe Maestro
Felipe Jorge Loureiro, mais conhecido apenas como Felipe ou Felipe Maestro (Rio de Janeiro, 2 de setembro de 1977), é um treinador e ex-futebolista brasileiro que atuava como meia. Atualmente é diretor técnico do Vasco da Gama.
Chegou ao Vasco ainda menino, aos seis anos de idade, onde iniciou sua trajetória dentro do clube no futsal em 1983 e na adolescência fez a transição para os gramados. Inicialmente, alcançou grande destaque como lateral-esquerdo (sua posição de origem), sendo considerado por muitos torcedores, um dos maiores da posição na história do clube. Posteriormente, tornou-se meio-campo em definitivo, também fazendo história na posição. Felipe é considerado um dos jogadores mais habilidosos da história do futebol brasileiro. Ídolo do Vasco, o meia tem mais de 350 jogos pela equipe, e com sete títulos de expressão conquistados com a camisa cruzmaltina, é o jogador mais vitorioso da história do clube (em títulos oficiais). Em sua carreira também soma rápidas passagens por Palmeiras e Atlético Mineiro, e na Europa vestiu a camisa do Galatasaray. Ainda jogou por dois rivais do Vasco, tendo brilhado com a camisa do Flamengo, além de uma passagem fugaz no fim da carreira pelo Fluminense. É também um grande ídolo do Al-Sadd do Qatar, outro clube em que brilhou e permaneceu alguns anos, antes de retornar ao Vasco. Pela Seleção Brasileira, possui convocações entre 1998 e 2004.

## Carreira

### Vasco da Gama
Felipe surgiu no cenário nacional no fim do Campeonato Brasileiro de 1996, atuando em sua posição de origem (lateral-esquerdo), lançado pelo técnico Antônio Lopes. Dotado de extrema habilidade, inteligência e visão de jogo apurada, é frequentemente incluído entre os mais talentosos do futebol brasileiro desta geração. Aos 18 anos, foi integrado ao elenco profissional graças ao filho de Lopes (Júnior Lopes), que lhe viu jogar ainda na base em uma preliminar e se encantou com o seu futebol, indicando-o para o pai. O talento era tanto que surpreendeu Lopes logo de cara: "No primeiro treino foi logo metendo bolas no meio das pernas dos titulares", afirmou. Felipe estreou no profissional no dia 3 de novembro, na vitória por 2 a 1 diante do Botafogo. As pessoas não imaginavam, mas ali surgia um dos grandes ídolos da história do clube.
No ano seguinte, uma trajetória de sucesso iniciaria não só para o Vasco, mas também para Felipe, que tornou-se titular absoluto da posição. Em campanha avassaladora, o clube sagrou-se campeão do Campeonato Brasileiro de 1997, em final contra o Palmeiras. Mesmo o peso dessa conquista estando sobre os ombros do grande ídolo vascaíno, Edmundo (que por sua vez, fora o artilheiro da competição, melhor jogador e principal responsável pelo título vascaíno), Felipe, que também via seu melhor amigo desde a base, Pedrinho, despontar na equipe, cravava seu nome na história do clube, sendo premiado pela CBF como o melhor lateral-esquerdo do Campeonato Brasileiro e também se tornando sensação no País, principalmente entre os mais jovens, graças a sua irreverência nos dribles e lindas jogadas.
Em 1998, a sina vencedora do clube continuou e a fase espetacular de Felipe também. No ano do centenário do clube, o Vasco viveu um ano mágico. Inicialmente, foi campeão do Campeonato Carioca de 1998 vencendo os dois turnos e posteriormente alcançou a glória maior, conquistando de maneira inédita a Copa Libertadores da América de 1998 sobre o Barcelona de Guayaquil. Na competição continental, Felipe brilhou e foi o único jogador vascaíno a atuar em todos os jogos da campanha. Suas exibições eram um espetáculo a parte, como nas quartas de final diante do Grêmio, ocasião em que deu uma caneta no atacante adversário, Ronaldinho Gaúcho, e também nas semifinais diante do River Plate, fazendo o ex-jogador e então comentarista da TV Globo, Walter Casagrande, se derreter em elogios na transmissão da primeira partida após o lateral aplicar uma caneta em Sorín: "A técnica que tem o Felipe pra ser um lateral esquerdo, depois do Júnior eu acho que é o melhor lateral esquerdo técnico que o Brasil já teve", pontuou. Ao fim da competição, foi eleito para a Seleção Ideal da América do Sul pelo tradicional jornal uruguaio El País como o melhor lateral esquerdo do Continente. Classificado para o Mundial de Clubes de 1998 disputado no Japão, onde enfrentaria o Real Madrid, a equipe em si desprezou o Campeonato Brasileiro de 1998, poupando-se para a partida no fim do ano (a delegação vascaína viajou para Tóquio com cerca de um mês de antecedência). Mesmo assim, Felipe foi premiado e eleito pela CBF mais uma vez como o melhor lateral-esquerdo do Campeonato. O espetacular futebol demonstrado, lhe proporcionou sua primeira convocação para a Seleção Brasileira, através do técnico Vanderlei Luxemburgo.
No dia 1 de dezembro de 1998, o Vasco da Gama enfrentou o Real Madrid no Estádio Olímpico de Tóquio. Felipe fez uma partida memorável, uma de suas exibições inesquecíveis para o torcedor. Desferindo seus dribles rápidos e imparáveis, infernizou o time espanhol, sobretudo o lateral direito adversário, o italiano Christian Panucci, responsável por tentar impedir os avanços do craque pelo lado esquerdo. Também foi o articulador e criador das melhores jogadas da equipe, lances que não resultaram em gol por detalhes. Um deles fatalmente fora o mais marcante naquele fatídico dia: após uma jogada em velocidade, encontrou dois marcadores pela frente, aplicou duas fintas em sequência, deixando o primeiro no chão e chutou cruzado, vendo a bola passar muito próxima a trave esquerda do goleiro adversário Illgner. Felipe fora considerado o melhor jogador da equipe vascaína. Porém, a grande exibição do lateral acabou não refletindo no resultado da partida, que terminou com um placar de 2 a 1 para o Real Madrid, que sagrou-se campeão mundial. Anos depois, em votação realizada pela internet, a atuação do Vasco seria eleita a melhor de um time brasileiro contra um time europeu em finais de Mundiais. Felipe daria uma entrevista se referindo ao jogo e ao prêmio de melhor jogador daquela partida (que foi entregue ao atacante espanhol Raúl) com os seguintes dizeres: "O Vasco jogou muito melhor, massacrou. Eu tenho a consciência de que fui o melhor [daquele jogo]. Se tivesse vencido, eu ganharia o carro, e não o Raúl. É uma perda muito grande e que não tem cura."
Na Copa Interamericana, disputada nos Estados Unidos entre os campeões da Copa Libertadores da América e Liga dos Campeões da CONCACAF, marcou um belo gol, o único da primeira partida da decisão contra o DC United, todavia, na segunda partida (disputada 4 dias após o Mundial de Clubes), o time estadunidense venceu por 2 a 0, ficando o agregado em 2 a 1.
Felipe sempre deixou claro que gostava de atordoar seus marcadores adversários: "Não sou muito de marcar gols, prefiro driblar" e "ver a cara de espanto do meu marcador depois de uma entortada me enche de prazer". Suas exibições lhe concederam certo apelo naquele ano para se tornar titular da Seleção Brasileira, sobretudo após o vice da Copa do Mundo de 1998, quando recebeu suas primeiras convocações. Contudo, o treinador da seleção, Vanderlei Luxemburgo, entendia que Felipe deveria atuar como meia: "É um desperdício esse rapaz jogar na lateral, ele sabe das coisas", afirmou.
Em 1999, Felipe não parou de conquistar titulo e nem de elevar seu nível de importância no clube. Com o lateral sendo um dos principais jogadores da competição, contribuindo com lindos lances, assistências e inclusive gols, o Vasco foi campeão do Torneio Rio-São Paulo de 1999 diante do Santos. Individualmente, quase sempre dava espetáculo à parte com seus dribles e jogadas mágicas, ficar parado com a bola na frente do adversário sem ser desarmado, os cortes secos e as canetas eram marcas registradas de seu repertório. 
Na Seleção Brasileira, ao passo que fora convocado outras vezes, é informado por Luxemburgo que a intenção é utilizá-lo no meio-campo e assim desejou atuar na posição no clube também. Todavia, o Vasco possuía em seu plantel poderoso outros meias de destaque como Juninho Pernambucano, Ramon Menezes e Pedrinho. Assim, com a posição bem preenchida, Lopes temendo perder a qualidade que possuía na lateral, a princípio mantém Felipe em sua posição de origem. No entanto, em algumas ocasiões, o lateral acabou sendo utilizado da maneira que tanto se cogitava e por vezes, quando o time carecia de criação durante as partidas, o treinador o avançava no campo.
Suas belas performances pelo Vasco chamaram a atenção dos europeus e neste mesmo ano, o craque foi alvo de uma grande polêmica que chegou aos tribunais da FIFA. Depois do Vasco ter concretizado sua transferência para a Roma da Itália por nada menos que US$ 22 milhões (vinte e dois milhões de dólares), segunda maior transferência do futebol brasileiro na época, Felipe foi recusado pelo novo treinador da equipe que assumira antes que o jogador pudesse chegar (Felipe iria após o término do Estadual, no entanto, houve mudança de técnico neste tempo). Depois de consultar observadores brasileiros, o técnico Fabio Capello convenceu os dirigentes romanos que o investimento em Felipe seria excessivo, devido ao caráter e ao estilo de jogo do lateral (Capello achava que Felipe não se adaptaria ao futebol italiano bem como acreditava que se tratava de um jogador "bad boy"). O Vasco por sua vez, não aceitou a recusa após o fechamento do negócio e o caso foi parar na FIFA. Por causa do imbróglio jurídico entre Vasco e Roma, Felipe que chegou a sofrer de uma depressão, ficou três meses sem poder atuar, mas acabou sendo autorizado a retornar ao Vasco para participar da reta final da temporada. Como o clube havia contratado Gilberto para assumir a vaga de lateral-esquerdo, Felipe foi deslocado oficialmente para o meio-campo como desejava.
Em 2000, logo no início da temporada, Felipe teve um problema com a Seleção Olímpica. O jogador seria um dos convocados por Vanderlei Luxemburgo para a disputa do Pré-Olímpico de Londrina, entretanto, o Vasco na figura de seu vice-presidente de futebol, Eurico Miranda, não o liberou visando o Mundial de Clubes da FIFA de 2000. Assim, Felipe pediu para apresentar-se ao time Sub-23, que disputaria o torneio, somente depois da final do Mundial (uma semana após o início do treinamento da Seleção para a competição qualificatória). A ideia de Eurico era utilizar Felipe, vencer o mundial e depois vendê-lo por uma quantia ainda maior do que a transferência não concretizada para a Roma. Luxemburgo porém, não aprovou o pedido e acabou cortando Felipe da equipe, que venceu o Pré-Olímpico e obteve vaga para os Jogos Olímpicos de Verão de 2000 em Sydney. Desta forma, também ficou fora das Olimpíadas e posteriormente com a saída do treinador do comando da seleção, Felipe deixou de ser convocado.
Nessa temporada, o agora apoiador, marcou um golaço, acertando belo chute de fora da área, na primeira partida do Mundial na vitória do Vasco por 2 a 0 sobre o South Melbourne. Contudo, após também vencer o Manchester United por 3 a 1 e o Necaxa por 2 a 1, o Vasco sofre duro golpe perdendo o título do Mundial de Clubes em pleno Maracanã para o Corinthians em decisão por pênaltis. Nessa decisão, Felipe atrás do círculo central, acha o companheiro Edmundo sozinho com um passe em profundidade, deixando o atacante livre contra o goleiro, no entanto, um impedimento inexistente fora marcado. Ao fim da competição, foi escolhido para a Seleção do Mundial de Clubes (FIFA All-Star Team) como um dos melhores meio-campistas da competição. Em seguida, outro golpe para a equipe vascaína: o time perde a final do Torneio Rio-São Paulo de 2000 para o Palmeiras. Após isso, o clube com seu elenco estrelado, foca em conquistar outros títulos pela temporada e começa muito bem: A equipe cruzmaltina aplica uma goleada histórica no maior rival, Flamengo, por 5 a 1, com Felipe brilhando em campo e marcando o primeiro gol vascaíno, partida que ficou conhecida pela torcida vascaína como "chocolate" em alusão a goleada aplicada em um domingo de páscoa, após o dirigente vascaíno, Eurico Miranda, mandar distribuir 40.000 ovos de páscoa para a torcida antes do apito inicial. Esse jogo consagrou o Vasco como campeão da Taça Guanabara 2000. Porém a equipe perde a final do estadual para o próprio Flamengo, deixando escapar mais um título no primeiro semestre. Na primeira partida dessa final, Felipe foi barrado pelo então técnico, Alcir Portela, as vésperas da decisão. O motivo foi que o treinador queria escalar o jogador em sua posição de origem (lateral), todavia, Felipe não aceitou, tendo a titularidade vetada no vestiário, ato que repercutiu negativamente tanto entre os jogadores, quanto na torcida vascaína, que em poucos minutos de partida ofendia em coro o treinador de "burro" e já gritava o nome de Felipe. O jogador acabou entrando na partida no fim do primeiro tempo, entretanto não fora o suficiente para impedir a derrota. Na segunda partida, Felipe extremamente irritado, foi expulso ainda no primeiro tempo, após confusão com o lateral adversário Maurinho, que também foi expulso.
O segundo semestre seria espetacular para aquele histórico e estrelado Vasco da Gama. Liderados pelo protagonista maior, Romário, os títulos perdidos na primeira parte da temporada seriam compensados com as conquistas importantes da Copa Mercosul em final histórica contra o Palmeiras e com a conquista da Copa João Havelange (Campeonato Brasileiro) contra o São Caetano. Felipe, no entanto, sofreria uma fratura no tornozelo durante a disputa do campeonato, que o tiraria dos gramados por três meses e o impediria de atuar naquela parte final de temporada.
No inicio de 2001, em decorrência de litígio com a diretoria do Vasco, acabou sendo afastado da equipe. O craque reivindicava publicamente melhores condições salariais e valorização dos atletas formados no clube. Em uma das vezes, afirmou a jornalistas: "A prata da casa não tem valor aqui no Vasco. Dei muitos títulos ao clube, fui um dos melhores do país na minha posição e não tive o reconhecimento da diretoria". Em outro momento também declarou: ”Se Romário tem as regalias dele, é porque fez por merecê-las. O presidente do Vasco sabe de seu estilo e cabe a ele aceitar ou não. Acho que todos devem ganhar bem, mas eu não posso ficar com o mesmo salário por dois anos”. Segundo Felipe, o clube valorizava somente os jogadores que vinham de fora. Com o afastamento e sem acordo por aumento salarial, o clube negociou sua saída por empréstimo. 

### Empréstimos a Palmeiras, Atlético-MG e volta ao Vasco
Acertou seu empréstimo ao Palmeiras. Inicialmente, a ideia principal do Vasco e de seu empresário era colocá-lo novamente na vitrine do futebol mundial e vendê-lo para o exterior. Por isso, no alviverde, foi contratado principalmente para a disputa do Mundial de Clubes da FIFA de 2001, no entanto, a competição foi cancelada em razão da falência da empresa de marketing esportivo suíça, ISL, que detinha os direitos de exploração do torneio. Pelo palestra, retornou a lateral-esquerda, atuando no estadual e se destacando na Copa Libertadores da América de 2001. Também retornou a seleção brasileira, através do técnico Emerson Leão, que o convocou para uma partida das eliminatórias contra o Peru. Após a eliminação da equipe palmeirense na Libertadores, em polêmica semifinal diante do Boca Juniors da Argentina, caindo nas penalidades, reivindicou um lugar no meio-campo da equipe, afirmando que não atuaria mais na lateral, conflitando com o então técnico Celso Roth, que insistia em colocá-lo na posição. Mesmo com a vontade em permanecer no clube e este querendo sua permanência (no entanto, sem condições financeiras de comprá-lo), o empréstimo se encerrou e Felipe deixou o Palmeiras. Entre interesses e negociações com vários clubes, acabou ficando quatro meses longe dos gramados antes de ser novamente emprestado, sendo anunciado pelo Atlético Mineiro para assumir a lateral-esquerda nos últimos jogos do Campeonato Brasileiro de 2001, chegando as semifinais da competição.
Ao fim do período de empréstimo, vários clubes brasileiros o procuraram (enquanto seu empresário negociava com clubes europeus), no entanto, o Vasco não aceitava mais empréstimos e estipulou o passe de Felipe em US$ 5 milhões (dólares). Como ninguém tinha condições de comprá-lo, em janeiro de 2002, Eurico confirmou o retorno de Felipe ao Vasco da Gama. Sendo atendido em exigências salariais e tendo a confirmação de que atuaria no meio-campo de maneira definitiva, o craque recebeu a camisa 10, dividindo posto de protagonista da equipe com o atacante Romário. Com um excelente desempenho individual, o agora meia armador foi um dos principais jogadores do Brasil e o principal jogador da equipe vascaína naquele primeiro semestre, fazendo belas partidas, dentre as quais, os duelos na Copa do Brasil de 2002, onde marcou gols, deu assistências, além de esbanjar talento nas jogadas individuais e também no Torneio Rio-São Paulo de 2002, dentre as quais, destaca-se uma contra o arquirrival, Flamengo, partida vencida pelo Vasco por 3 a 1, que eliminou o rival da competição, com direito a assistências e belos lances do craque. Com seu contrato chegando ao fim no segundo semestre, todo o desgaste com a diretoria e os constantes atrasos salariais, Felipe acabou deixando o Vasco definitivamente. Havia um acordo firmado com o então presidente, Eurico Miranda, de que seria liberado caso surgisse uma proposta interessante para ambos e assim rumou para a Europa. 

### Galatasaray
O meia foi comprado pelo Galatasaray da Turquia, para ser o principal nome da equipe, assinando contrato por quatro anos e recebendo a camisa 10 que pertencia ao grande ídolo do clube que acabara de se aposentar, o romeno Gheorge Hagi. Teve bom início, marcando um gol de pênalti em sua estreia em agosto daquele ano.[carece de fontes?] Com boas exibições nas primeiras partidas pelo clube, dando assistências e fazendo gols, Felipe ajudou o Galatasaray a alcançar vitórias no Campeonato Turco e na Liga dos Campeões. No entanto, posteriormente, seu treinador Fatih Terim, passou a tirá-lo das partidas e aproveitá-lo pouco desagradando os torcedores. Sua permanência no clube passou a ser inviável quando repentinamente deixaram de lhe pagar salários. Sem receber por quatro meses e sentindo-se mal aproveitado, surge o desejo de regressar ao Brasil e após acionar a FIFA, rescindindo o seu contrato com o clube turco, retorna ao país.
O regresso ao Vasco acabou não acontecendo pois o presidente (Eurico) entendia que o ciclo de Felipe no clube havia se encerrado. Por outro lado, o rival, Flamengo, logo sinalizou interesse. Dentre a procura de diversos clubes brasileiros pelo meia, prevaleceu a vontade de Felipe em regressar ao Rio de Janeiro e assim o Flamengo confirmou a contratação.

### Flamengo
Felipe chega ao Flamengo em 2003 anunciado como o grande reforço pra temporada, assinando contrato por dois anos, recebendo a camisa 10 e tão logo a faixa de capitão da equipe rubro-negra. Entretanto, acometido por lesões, atua em poucos jogos e o Flamengo não consegue atingir os primeiros objetivos na temporada, não chegando a final do Campeonato Carioca de 2003 e assistindo o maior rival, Vasco, levar o título. Após isso, com bom desempenho, a equipe tem a chance de conquistar um título nacional. O meia se destaca e ajuda o rubro-negro a chegar a decisão da Copa do Brasil de 2003, todavia, acaba por amargar o vice-campeonato perdendo o título para um embalado Cruzeiro no Mineirão. Por fim, no Campeonato Brasileiro de 2003, a equipe fez campanha mediana. Felipe porém, sofreu com lesões prolongadas, ausentando-se em mais da metade dos jogos da equipe naquele campeonato.
O ano seguinte, é o grande momento de Felipe com a camisa do clube. O meia faz um Campeonato Carioca de 2004 inesquecível. Agora escalado como ponta-direita pelo treinador Abel Braga, Felipe foi o principal responsável pela campanha e conquista do Flamengo em cima do ex-clube e agora arquirrival, Vasco.  Pela semifinal da Taça Guanabara, também contra o cruzmaltino, faz uma partida memorável, comandando a vitória do Flamengo por 2 a 0, marcando um belo gol, esbanjando dribles e articulando as jogadas ofensivas da equipe. A incrível performance dentro de campo e seus atos, como a comemoração extravasada, deixaram no ar algum tipo de mágoa contra o ex-clube ou contra o seu mandatário. No decorrer da competição, Felipe continuou mostrando seu inquestionável futebol diante dos adversários, através de suas jogadas geniais e dribles imparáveis, levando o treinador Abel Braga a fazer declarações como: "O Felipe atesta contra as leis da física" e "No momento, parar o Felipe só com tiro". Após a vitória de virada por 4 a 3 contra o Fluminense naquele campeonato, com uma bela partida de Felipe, dando duas assistências e marcando gol, a torcida abraçou a equipe e a partir dali, embalou o time no estadual. Na primeira partida da final diante do Vasco (vencida por 2 a 1), criou a jogada do primeiro gol rubro-negro e atordoou os marcadores adversários com seus dribles desconcertantes, principalmente o que lhe caracterizava: ficar parado com a bola por vários segundos na frente dos marcadores, sem sofrer tentativas de desarme, o que sugeria medo do adversário em ser driblado e desmoralizado. Sua irreverência dentro de campo, o levou a ser comparado a Garrincha por cronistas, jornalistas e torcedores. Na segunda partida da decisão, o meia causou a expulsão do volante vascaíno, Coutinho, escalado com a missão de marcá-lo. Em jogada próxima a linha de fundo, Felipe deu uma caneta em Coutinho (já amarelado) e sofrera uma entrada forte ocasionando o segundo amarelo e o cartão vermelho. Já caminhando pro fim da partida, após confusão envolvendo o meia e o atacante rival, Valdir Bigode (que agredira Felipe), o árbitro expulsou os dois de campo. A partida terminou 3 a 1 para o Flamengo que conquistou o Campeonato Carioca. Felipe foi coroado como o melhor jogador da competição.
A excelente fase individual lhe rendeu bons frutos, repetindo os tempos de Vasco da Gama, Felipe regressou a Seleção Brasileira convocado por Carlos Alberto Parreira para partida das eliminatórias. Foi nome constante nas convocações do treinador no primeiro semestre de 2004 e chegou a ter uma rusga com a diretoria do Flamengo por não ser liberado pelo clube para participar de dois amistosos com a seleção: "Eu abro mão de muitas coisas, aceito muitas coisas e na hora de alguém colaborar com a minha carreira realmente acabam me prejudicando, então estou muito chateado com o Flamengo, mas isso não vai mudar o meu profissionalismo" declarou. Mesmo assim, foi um dos convocados por Parreira para a disputa da Copa América de 2004, sagrando-se campeão diante da Seleção Argentina.
O maior revés da passagem do meia pelo Flamengo se deu no dia 30 de junho daquele ano. Felipe conduziu novamente a equipe para a final da Copa do Brasil, enfrentando dessa vez a equipe do Santo André, que estava na segunda divisão do Campeonato Brasileiro, com todo o favoritismo sendo apontado para o rubro-negro erguer o troféu nacional. A partida de ida terminou com um empate de 2 a 2 no Palestra Itália e a grande decisão no Maracanã, recebeu um público com mais de 70 mil torcedores. Porém, o duro golpe: bem marcado, o meia não conseguiu fazer a diferença, a equipe não jogou bem e o Santo André derrotou o Flamengo por 2 a 0, levantando a taça em pleno Maracanã.
Já no Campeonato Brasileiro de 2004, o Flamengo passou um grande sufoco na luta contra o rebaixamento. O elenco era limitado e extremamente dependente de Felipe. Assim, na última rodada do campeonato, o Flamengo enfrentaria o Cruzeiro em Volta Redonda, precisando de uma vitória para se livrar do descenso. O meia, grande nome da equipe, vinha sendo pressionado por uma parcela da torcida que não admitia a situação que se encontrava o clube no campeonato. Naquele dia, o Flamengo venceu incontestavelmente o Cruzeiro por 6 a 2, com uma brilhante partida do camisa 10, que por sua vez dera duas assistências e marcara um gol antológico: com um drible se livrou de dois marcadores adversários e percebendo o goleiro adiantado, encobriu de fora da área com um toque magistral. Na comemoração, jogou a camisa do Flamengo para o alto como um ato de extravaso e resposta a torcida, garantindo assim, a permanência do clube na primeira divisão. Porém, para alguns torcedores, a atitude foi tida como desrespeito, estremecendo a relação do meia com o Flamengo. O mal entendido só foi resolvido tardiamente, quando ao fim de seu contrato, o craque estava de malas prontas para deixar a Gávea, rumo ao rival Fluminense. 

### Fluminense
Em janeiro de 2005 o Fluminense anunciou a contratação de Felipe. Sua passagem durou menos de uma temporada e foi problemática. Dado como a grande a contratação da temporada do clube, sob o comando de Abel Braga, o camisa 10 participa das primeiras partidas do time no Campeonato Carioca de 2005, onde o clube viria a conquistar o titulo posteriormente. Entretanto, o primeiro problema se dá em partida válida pela Copa do Brasil de 2005 contra o Campinense Clube. Felipe, que já havia dado assistência e marcado um lindo gol na partida, agride o jogador adversário, Marcos Mendes, com um soco no rosto e é expulso, aguçando ainda mais a sua fama de jogador "bad boy". No dia 8 de março, o craque foi julgado pelo Superior Tribunal de Justiça Desportiva, sendo punido com 180 dias de suspensão, que posteriormente foi reduzido para 120 dias, colocando assim o seu contrato em risco, entretanto, o Fluminense mantém o meia no clube. Por conta disso, ficou de fora da importante decisão da Copa do Brasil de 2005, na qual o Fluminense amargou o vice-campeonato para o Paulista de Jundiaí. Voltou aos campos somente dia 4 de agosto, após também recuperar-se de uma lesão, para a disputa do Campeonato Brasileiro de 2005 e da Copa Sul-Americana de 2005, protagonizando ótimas atuações. Porém, em outubro, o meia que novamente se recuperava de uma lesão, faltou a dois treinos na semana e foi multado pelo clube, todavia, não concordou, reclamou da multa e afirmou que a diretoria "poderia rescindir o contrato se quisesse", ainda criticou publicamente o trabalho do preparador físico do clube, atitude que gerou enorme insatisfação dos dirigentes, rompendo o vínculo do meia com o Fluminense. A diretoria alegou indisciplina, quebra de hierarquia e pouco retorno pelo alto investimento no atleta, chegando a insinuar que o jogador poderia estar fingindo contusão. O treinador Abel Braga, não escondeu o aborrecimento com a decisão da diretoria: "Lamento muito e acho que a medida foi tomada em um momento inoportuno. Falei isso com o presidente. Se foram esperados quatro meses, por que não poderia esperar mais?"  indagou.

### Al-Saad
Não podendo mais atuar por equipes brasileiras na temporada após a saída do Fluminense e com a janela de transferências pro exterior aberta, Felipe recebeu diversas propostas diferentes, todavia, pensando no financeiro, escolheu jogar no Oriente Médio. O craque foi contratado pelo Al-Sadd do Qatar. No Qatar, o meia conseguiu facilmente se adaptar e exibir o seu inquestionável futebol. Deixando a camisa 10 de lado e usando a camisa 23, permaneceu cinco anos por lá, se tornou capitão da equipe, conquistou duas Liga do Qatar, uma Copa do Emir de Qatar e duas Copa do Qatar, recebeu prêmios por suas performances, ganhou a alcunha de "artista" pelos torcedores (por seu talento) e eternizou-se na história como um dos maiores ídolos do clube e da torcida.

### Retorno ao Vasco da Gama
Em 2010, Felipe, aos 32 anos, recebeu diversas propostas de clubes do Brasil e a renovação no Al-Sadd, porém em 9 de junho anunciou seu retorno ao Vasco da Gama, 8 anos após sua saída, assinando contrato até o fim de 2012. Adotando a mesma camisa com a qual começou a carreira e se tornou ídolo, o número 6, o meia deu a seguinte declaração: "O bom filho a casa torna". Aos gritos de "o maestro voltou" e com tapete vermelho, Felipe foi reapresentado em São Januário perante cerca de 1.500 torcedores, que por sua vez, não escondiam a felicidade em ter novamente no time um ídolo que participou e contribuiu para as maiores conquistas do clube. Ao lado de seu amigo e também ídolo do clube, Pedrinho, que lhe entregou a camisa 6, recebeu das mãos do presidente e maior ídolo da história do Vasco, Roberto Dinamite, o título de sócio proprietário do clube.
Fez sua estreia no dia 1 de agosto diante do rival Flamengo, no Maracanã, em partida válida pelo Campeonato Brasileiro de 2010 no empate por 0 a 0. Na ocasião, o meia protagonizou o lance mais repercutido do clássico: aplicou um lindo drible, colocando a bola entre as pernas do atacante do Flamengo, Cristian Borja, que sem entender muito foi vitima da habilidade do craque. Mesmo com uma readaptação difícil, Felipe teve uma boa média em suas atuações ao decorrer da competição, ajudando a manter o Vasco no meio da tabela. 
Em 2011, o clube inicia o pior começo de temporada de sua história até então com sucessivas derrotas na Taça Guanabara. Com a crise instalada e muitas vaias para o time, Felipe foi alvo de parte da torcida que acreditava em "corpo mole" do meia, principalmente após não interpretarem bem uma declaração do jogador dizendo: "se eles acham que ninguém presta, vou ser o primeiro a pedir pra sair", o que culminou na queda do então técnico PC Gusmão e no afastamento de Felipe da equipe. Após a chegada do novo treinador, Ricardo Gomes, Felipe é reintegrado na equipe a pedido deste e então volta a ter grandes atuações.
Na Taça Rio, o time vem em grande ascensão, liderando o grupo, com Felipe comandando o meio-campo e sendo o cérebro da equipe. As belas atuações do meia e do time, levaram o Vasco até a final da taça, que acabou por ser derrotado nos pênaltis para o maior rival Flamengo. Como recompensa do futebol demonstrado, Felipe é premiado como o melhor meia do Campeonato Carioca de 2011.
Com o "maestro" nas graças da torcida outra vez e a boa fase do time nas competições disputadas, a coroação do seu retorno estava por vir. Felipe comanda a equipe para a decisão da Copa do Brasil de 2011, onde pela primeira vez o meia e o Vasco são campeões da competição, em pleno Couto Pereira contra o Coritiba.
Questionado sobre se teria algo a declarar com relação as criticas do inicio do ano, o craque foi categórico e simples em dizer:
| “ | Na Taça Guanabara, tentaram me colocar de culpado, e não era eu. Tentaram manchar a minha história no Vasco, mas graças a Deus que os jogadores e as pessoas que estão lá me conhecem, sabem do meu potencial e caráter. O Ricardo Gomes também, já que tinha trabalhado comigo antes. Isto ajudou bastante. Se fosse outro, poderia acreditar na história de outras pessoas e me afastar de vez. De repente eu não estaria mais no Vasco. Minha resposta foi dentro de campo. Não tenho mais 18, tenho 33, quase 34. Sei da minha responsabilidade e sei que ajudei bastante, tenho um percentual bom nesta conquista. | ” |

A conquista inédita proporcionou dias de festas no Brasil inteiro e colocou o meia como o maior campeão na galeria dos maiores vencedores pelo clube.
No decorrer da temporada, o meia continuou primordial para o time servindo os companheiros e articulando o meio-campo, na Copa Sul-Americana de 2011 onde caiu na semi-final diante da Universidad do Chile e na disputa pelo título do Campeonato Brasileiro de 2011, ficando na segunda colocação. Foi também nesse ano, que bateu o seu recorde de gols em uma temporada pelo Vasco, marcando 7 gols, o que nunca foi seu forte. Dentre os quais, se destacam os belos gols marcados no Brasileiro, como na vitória por 1 a 0 sobre o Atlético-GO, pegando de primeira após rebote na meia lua da área sem chances para o goleiro; Na vitória por 2 a 0 sobre o São Paulo, tabelando na entrada da área e acertando belo chute no ângulo; Contra o Bahia, também tabelando e de fora da área acertando um lindo chute, ajudando o Vasco a vencer por 2 a 0 e por fim, o golaço marcado na vitória por 2 a 0 sobre o Avaí, aplicando um drible de futsal no marcador e chutando de trivela de fora da área, acertando o ângulo.
O inicio do ano seguinte é o inverso do anterior. O Vasco chega a final da Taça Guanabara de forma invicta, contudo perde para o Fluminense. O treinador Cristóvão Borges tinha dificuldades em escalar Felipe e Juninho Pernambucano juntos, o que irritava a torcida e causou certa insatisfação em Felipe que chegou a afirmar: "Particularmente, esse negócio de Juninho e Felipe não jogarem juntos me incomoda. O dia que me falarem que dois jogadores de qualidade não podem ficar em campo juntos, eu paro de jogar futebol". Com o problema aparentemente resolvido, o Vasco chega a semifinal da Taça Rio para enfrentar o Flamengo. Antes da partida, o atacante rubro-negro, Vágner Love, provocou o Vasco após alguns jogadores da equipe conseguirem efeito suspensivo para atuar. No dia 22 de abril, o Vasco venceu a partida por 3 a 2, de virada, com uma estupenda partida de Felipe, marcando um belo gol e outro de pênalti Assim, mais uma vez o Vasco despacha o maior rival em um jogo decisivo na temporada (já o tinha feito no primeiro turno), dessa vez sob a regência de seu maestro, que por sua vez, respondeu a provocação do jogador adversário com a seguinte declaração:
| “ | As partidas se ganham dentro de campo e não fora. Agora posso responder ao Love. Ele tem 28 dias para descansar e se preparar para o Brasileiro. Futebol se ganha dentro de campo. Quem ganha a vida com a boca é cantor. | ” |

Contudo, o Vasco perde a final do segundo turno para a equipe do Botafogo, concluindo assim duas derrotas nas finais dos dois turnos do Campeonato Carioca de 2012. Mais uma vez, Felipe recebeu o prêmio de melhor meia do campeonato.
Após a eliminação nas quartas de final da Copa Libertadores da América de 2012 e a frustração no Campeonato Brasileiro de 2012, que apesar do excelente primeiro turno, sofrera desmanche em seu elenco e fez péssimo returno, saindo da zona de classificação para a Libertadores e escancarando enorme problema financeiro. Felipe que recentemente havia renovado seu contrato por pelo menos mais 1 ano, se concentrava para o ano seguinte. Todavia, no dia 21 de dezembro, teve seu contrato rescindindo com o Vasco pelo novo diretor, René Simões, que mesmo não tendo história alguma dentro do clube ganhou uma espécie de "queda-de-braço" contra o ídolo. Felipe havia declarado que o clube não precisava de mais um diretor e sim de jogador e teceu duras críticas a diretoria que havia pago salário atrasado de apenas uma pequena parcela do elenco.
O diretor-técnico, Ricardo Gomes, foi pego de surpresa e lamentou o fato: "Perdi meu melhor jogador", afirmou. Apesar de ter se desligado do clube, o Felipe teve, através de uma carta, a permanência pedida por torcedores vascaínos junto ao gerente de futebol, René Simões. O motivo alegado foram as complicações, principalmente financeiras, que cercavam o Vasco, fator que poderia interferir negativamente na contratação de reforços, além dos fatores de idolatria e qualidade. O elenco era limitado e a torcida previa o que poderia acontecer. Entretanto, apesar das tentativas dos fãs de demover René da ideia, o gerente de futebol confirmou, em 9 de janeiro de 2013, a rescisão contratual de Felipe, rescisão esta tida pelo dirigente como "amigável".
O fato é que, após tal ato, Renê Simões caiu em espécie de "tragédia" para com a torcida e sofrendo pressão, também não permaneceu no clube. Mais tarde, já aposentado, Felipe ainda faria duras críticas ao ex-diretor executivo responsável pelo rebaixamento do clube, afirmando que este não tem história alguma no futebol, chamando-o de bom de lábia e aproveitador.

### Segunda passagem pelo Fluminense
No dia 17 de janeiro de 2013, a pedido do técnico Abel Braga, o Fluminense fechou a contratação de Felipe. Esta foi a segunda passagem dele pelo clube, que ele já havia defendido em 2005. Foi apresentado ao clube no dia seguinte.
Em 30 de janeiro, pela terceira rodada do Estadual, o veterano Felipe reestreia, depois de oito anos, com a camisa tricolor diante do Friburguense, no Engenhão. E jogou a partida contra seu ex-clube, Vasco, em 9 de fevereiro, no Engenhão em um empate por 1 a 1.
Não conseguiu se firmar como titular durante a temporada e viu do banco de reservas a péssima colocação do clube no Campeonato Brasileiro de 2013. Entretanto, vindo à tona o polêmico "Lusagate" (jogadores escalados de maneira irregular pelo Flamengo e pela Portuguesa na última rodada do campeonato), com a punição e conseguente perda de pontos sofridas pelo Flamengo e pela Portuguesa, o time tricolor terminou na 15ª posição, à frente do Flamengo em 16ª e da Lusa que ficou na 17ª posição, sendo rebaixada.
Não renovou seu contrato e em dezembro se desvinculou do clube.

### Aposentadoria
Em março de 2014, aos 36 anos, longe dos holofotes que lhe acompanharam por quase toda a carreira, anunciou sua aposentadoria. Felipe esteve perto de acertar seu retorno ao Vasco, para encerrar sua carreira, mas sem chegar a um acordo com o clube, acabou encerrando-a fora de São Januário.

## Carreira pós-aposentadoria

### Diretor técnico do Vasco da Gama
Em 3 de junho de 2024, foi contratado para o cargo de diretor técnico da SAF do Vasco da Gama.

## Carreira como treinador

### Tigres do Brasil
Em 2017, o treinador teve sua primeira oportunidade para comandar a equipe do Tigres do Brasil, ao lado de Pedrinho, seu auxiliar. Uma forte chuva atrapalhou a estreia da dupla, em que ficaram mais de três horas tentando realizar a partida, após o campo ficar alagado e sem energia no estádio. A partida foi remarcada para outro dia. Após goleada sofrida pela Cabofriense, a dupla pediu o desligamento do clube. Ao todo comandou a equipe em sete jogos, sendo uma vitória, três empates e três derrotas.

### Bangu
Em 27 de abril de 2021, foi anunciado como novo treinador do Bangu, com a missão de conduzir a equipe no Campeonato Brasileiro Série D.
Em 14 de abril de 2022, o treinador deixou o comando técnico do clube para assumir o Confiança que disputava a Série C do Campeonato Brasileiro.

### Confiança
Em abril de 2022, foi anunciado como novo treinador do Confiança para a disputa do Campeonato Brasileiro Série C, tendo contrato válido até o fim da temporada.
Em 18 de junho de 2022, após derrota para o Campinense, o treinador pediu demissão. Ao todo, comandou a equipe em nove jogos, sendo duas vitórias, três empates e quatro derrotas – um aproveitamento de 37%.

### Retorno ao Bangu
Em 2023, Felipe retornou ao comando técnico do clube.
Em 28 de março de 2023, a diretoria do Bangu decidiu não renovar o contrato com o treinador. O que pesou para a não renovação foi que o clube terminou o Campeonato Carioca na 9ª colocação, com apenas 12 pontos conquistados em 11 partidas, o suficiente para garantir a permanência na elite estadual do próximo ano.

### Volta Redonda
Em 23 de outubro de 2023, foi anunciado como novo treinador do Volta Redonda.
Durante sua passagem no clube, foi elogiado por Tite na coletiva de imprensa, na qual foi parabenizado por gostar de jogo, gostar de bola, de triangulação, gostar de competir e de jogar.
Em 15 de fevereiro de 2024, após derrota por 3 a 0 para o Botafogo, válido pela 8ª rodada do Campeonato Carioca, foi demitido do comando técnico do clube.

### Vasco da Gama
Após a demissão de Rafael Paiva, em 24 de novembro de 2024, Felipe foi escolhido pelo presidente Pedrinho para ser o treinador interino da equipe nas três rodadas finais do Campeonato Brasileiro, além de desempenhar também sua função de diretor técnico. Ele recebe o clube na 11ª colocação na tabela, com 43 pontos. Sua estreia foi no empate por 2 a 2 contra o Atlético Goianiense, válido pela 36ª rodada do Campeonato Brasileiro. Com o resultado, o clube se garantiu na próxima edição do Campeonato Brasileiro, graças a uma combinação de resultados na rodada. No jogo seguinte, sua equipe venceu o Atlético Mineiro por 2 a 0, garantindo vaga na Copa Sul-Americana. Em seu último jogo, venceu o Cuiabá por 2 a 1, na Arena Pantanal, terminando o Campeonato Brasileiro na 10ª colocação. Na coletiva de imprensa pós-jogo, ele disse que não seria mais técnico da equipe e que voltaria para a função anterior.

#### 2025
Em 27 de abril de 2025, após a demissão de Fábio Carille, Felipe assumiu como técnico interino até a contratação de um novo treinador. Sendo interino, acumulou um retrospecto negativo, com três derrotas e apenas um empate.
Com a chegada de Fernando Diniz, retornou a sua função como diretor técnico.

## Seleção Brasileira
O seu primeiro jogo pela Seleção Brasileira foi num amistoso em 1998 frente a Seleção Iugoslava. Nessa época o treinador brasileiro era Vanderlei Luxemburgo que convocaria o jogador outras vezes em 1999 e para o Pré-Olímpico em 2000, competição que acabou ficando de fora por não ser liberado pelo Vasco. porém com a saída de Luxemburgo do comando da seleção naquele ano, Felipe deixou de ser convocado e voltaria apenas alguns anos depois.
Em 2004, Felipe estava em boa fase no Flamengo e Carlos Alberto Parreira, então treinador brasileiro, deu uma nova chance ao jogador na Seleção Brasileira. Felipe foi convocado para a disputa da Copa América de 2004, chegando a jogar na fase de grupos contra a Seleção Paraguaia e na final frente a Seleção Argentina, entrando no lugar de Alex. A Seleção Brasileira venceu a competição na disputa por pênaltis. Esta foi a sua última participação como jogador pela Seleção.
No início de março de 2023 Felipe foi convocado por Ramon Menezes, treinador interino da Seleção Brasileira de Futebol, para ser seu auxiliar técnico. O primeiro confronto da Seleção foi programado para 25 do mesmo mês, um amistoso contra a Seleção de Marrocos, na cidade de Tânger.

## Títulos
Vasco da Gama
- Campeonato Brasileiro: 1997 e 2000
- Taça Guanabara: 1998 e 2000
- Taça Rio: 1998 e 1999
- Troféu Bortolotti: 1997
- Campeonato Carioca: 1998
- Copa Libertadores da América: 1998
- Torneio Rio-São Paulo: 1999
- Copa Mercosul: 2000
- Copa do Brasil: 2011

Flamengo
- Campeonato Carioca: 2004

Fluminense
- Campeonato Carioca: 2005

Al-Sadd
- Liga do Qatar: 2005-2006 e 2006-2007
- Qatar Crown Prince Cup: 2006 e 2008
- Emir of Qatar Cup: 2007

Seleção Brasileira
- Copa América: 2004

### Prêmios individuais
- Melhor Lateral Esquerdo do Campeonato Brasileiro (CBF): 1997 e 1998
- Seleção da América do Sul (El País): 1998
- Seleção do Mundial de Clubes da FIFA (FIFA All-Star Team): 2000
- Craque do Campeonato Carioca: 2004
- Melhor Jogador Primeira Divisão Nacional do Qatar: 2005-06 e 2006-07
- Melhor Jogador da Qatar Crown Prince Cup: 2005-06 e 2007-08
- Melhor Jogador da Emir Of Qatar Cup: 2006-07
- Melhor Estrangeiro a jogar pelo Al-Sadd
- Melhor Jogador da Copa do Brasil: 2011
- Melhor Meia do Campeonato Carioca: 2004, 2011 e 2012